# William Carus Wilson

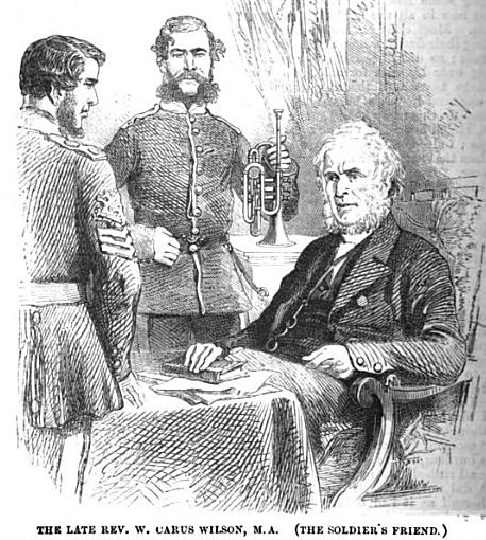
William Carus Wilson (sentado), de The Children's Friend, 1864

William Carus Wilson (7 de julho de 1791 – 30 de dezembro de 1859) foi um clérigo inglês e fundador e editor do periódico mensal de longa duração The Children's Friend. Ele foi a inspiração para o Sr. Brocklehurst, o diretor autocrático da Lowood School, retratado por Charlotte Brontë em seu romance de 1847 Jane Eyre.

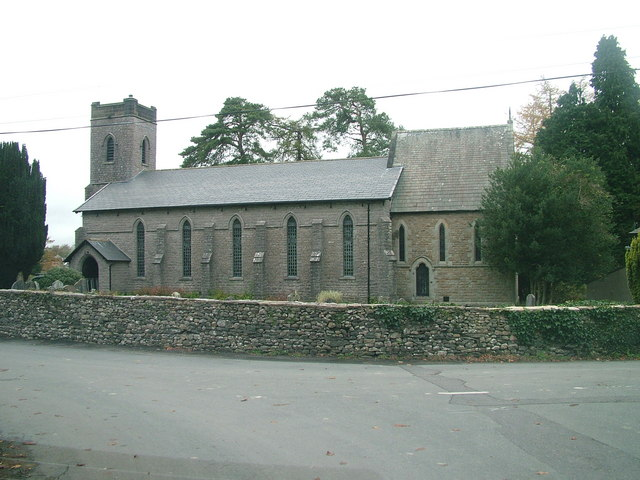
Igreja da Santíssima Trindade, fundada por Carus Wilson e local de seu sepultamento

## Vida pregressa
Ele nasceu em Heversham como William Carus. Quando era criança, seu pai (também chamado William) herdou uma propriedade em Casterton, perto de Kirkby Lonsdale em Westmorland e assumiu o sobrenome Wilson (que era uma condição do legado). Seu pai serviu como um dos dois parlamentares de Cockermouth na década de 1820.
Ele foi educado no Trinity College (Cambridge), graduando-se B.A. em 1815. Embora tenha recusado ordens naquele ano devido ao seu excessivo calvinismo, ele foi ordenado no ano seguinte e retornou ao vale do Lune, tornando-se vigário de Tunstall, uma pequena vila em Lancashire. Alguns anos depois, ele se tornou reitor de Whittington, do outro lado do rio Lune, e foi sucedido por Henry Currer Wilson em Tunstall. Ele fundou a Igreja da Santíssima Trindade (Casterton), no início da década de 1830, doando o terreno em que ela se encontra. Ele também foi capelão do Príncipe Augusto Frederico.

## Escola das Filhas do Clero, "Sr. Brocklehurst" e Charlotte Brontë
Em 1823, ele fundou em Cowan Bridge a Escola das Filhas do Clero para educação de baixo custo de filhas de membros mais pobres do clero. As taxas eram muito baixas, subsidiadas por doações feitas por Carus Wilson e outros. Seu patrono era o Arcebispo de Iorque e seu presidente era o Bispo de Chester, e um dos benfeitores foi o abolicionista da escravidão William Wilberforce. O objetivo era auxiliar "clérigos com renda limitada na educação de seus filhos". (Essa escola mais tarde mudou-se para Casterton, onde continuou como a independente Casterton School e, posteriormente (a partir de 2013), o departamento preparatório da Sedbergh School. Uma das três casas para meninas da Sedbergh School é chamada de Carus em homenagem a Carus Wilson, após a chegada de alunos da Casterton Senior School.)
A autora Charlotte Brontë foi aluna em Cowan Bridge em 1824/25 e frequentou os cultos dominicais na igreja de Tunstall. Ela apresentou a escola em Jane Eyre como "Lowood". Ela baseou seu personagem Robert Brocklehurst em Carus Wilson. Brocklehurst é apresentado como um hipócrita:
Ele atesta sua moralidade e caridade e que todos os homens, e especialmente as jovens, devem ser criados de uma forma que lhes ensine humildade e respeito pelos seus superiores e ele usa Deus e a Bíblia para fazer seus pontos. Ele ameaça seus "pupilos" com o inferno e a condenação se eles não andarem na linha que ele finge andar... suas ações caridosas não são mais do que uma cobertura para o que ele acredita que o levará ao céu e um meio de promover sua superioridade, sua família e sua riqueza. (Suzanne Hesse)
No ano da publicação de Jane Eyre, Carus Wilson supostamente procurou aconselhamento jurídico com vistas a processar por difamação, mas desistiu de receber uma carta de explicação e desculpas da autora. No entanto, o romance foi publicado como obra do pseudônimo Currer Bell, e não está claro quantos dos primeiros leitores do livro estariam em posição de fazer a conexão entre Lowood e a fundação de Carus Wilson. Em uma carta ao seu editor W.S. Williams, Charlotte descreve ter ouvido um clérigo idoso falar sobre a leitura de Jane Eyre e dizer "Ora, eles têm a Cowan Bridge School, e o Sr. Wilson aqui, eu declaro! e a Srta. Evans." Ela diz: "Ele conhecia todos eles. Eu me perguntei se ele reconheceria os retratos, e fiquei satisfeita ao descobrir que sim, e que, além disso, ele os declarou fiéis e justos. Ele disse também que o Sr. Wilson 'merecia o castigo que recebeu.'" A conexão entre Lowood e a Escola das Filhas do Clero foi explicitada em The Life of Charlotte Brontë publicado em 1857 após a morte de Brontë. No ano seguinte, o filho de Carus Wilson, William Wilson Carus-Wilson, escreveu sua Refutação das Declarações em 'The Life of Charlotte Bronte' 

## Publicações
Carus Wilson fundou e editou The Friendly Visitor (em 1819) e mais notavelmente The Children's Friend, "os primeiros periódicos baratos que já apareceram na Inglaterra desse tipo". Esse último, que ele fundou em 1824, sobreviveria muito a ele, cessando a publicação em 1930.
Carus Wilson abordou a alta taxa de mortalidade e a pecaminosidade percebida de seus leitores jovens, frequentemente descrevendo as mortes de crianças piedosas como exemplos a serem imitados.Ele também escreveu sobre as consequências do comportamento desobediente das crianças, como em seu Child's First Tales (1829?): "No conto, ‘Garoto Morto’, por exemplo, o pequeno Ben está muito distraído para rezar. Quando ele vai patinar em um lago no domingo, ele cai no gelo e morre! Em outra história, uma garotinha tem um acesso de raiva tão terrível que ‘Deus a matou. Ela caiu no chão e morreu’. As crianças que são mansas e obedientes são recompensadas."
Ele foi o autor de uma série de outras obras religiosas, incluindo cópias de seus sermões. Ele até publicou sobre o assunto de arquitetura: dado que ele incluiu elevações, foi sugerido que ele teve alguma ajuda especializada de George Webster, o presumido arquiteto da igreja em Casterton.

## Missão para soldados e vida posterior
Como o filho mais velho sobrevivente, ele herdou as propriedades da família no final da vida, após a morte de seu pai em 1851.
Um artigo sobre Carus Wilson, que apareceu alguns anos após sua morte em The Children's Friend, celebrou seus esforços mais tarde na vida para lidar com a embriaguez entre os soldados britânicos por meio de visitas pessoais aos quartéis e da distribuição de folhetos pelo correio. "Ele convidou os soldados a considerá-lo como seu amigo e consultá-lo quando precisassem de conselhos." Ele também forneceu Bíblias aos soldados franceses que lutaram na Guerra da Crimeia.
Na aposentadoria, ele foi Lecturer na Igreja de São João, Newport, Ilha de Wight. Nessa igreja há um monumento de mármore em sua memória, com a inscrição: "Erguido pelos suboficiais e soldados rasos do Exército Britânico em sinal de seu amor e gratidão." Ele retrata um soldado chorando lendo sua Bíblia. Há também um memorial para ele na Igreja da Santíssima Trindade (Casterton), onde ele está enterrado.

## Família
Carus Wilson foi um dos dez filhos, nascidos de pais evangélicos. Seu irmão Edward (1795–1860) também era um clérigo. Em 1815, ele se casou com Anne Neville (que morreu um mês antes dele), filha do major-general Charles Neville. Ele teve sete filhos e seis filhas; doze desses treze são registrados como sobreviventes até a idade adulta.
Seus muitos netos incluem o geólogo Cecil Carus-Wilson.